# Hôtel du marquis de ville
L’hôtel du marquis de Ville est un édifice situé dans la ville de Nancy, dans la Meurthe-et-Moselle en région Grand Est.
L'hôtel est situé au no 10 de la rue de la Source dans le quartier Ville Vieille de Nancy.

## Histoire
L'édifice, datant du XVIIe siècle, est de style Renaissance. Construit entre 1600 et 1610 pour Jean III du Châtelet, seigneur de Thons et maréchal de Lorraine, par Jacques Gentillâtre, sculpteur et architecte, la demeure est à l’origine élevée en pierre et en brique rouge.
Devenue propriété de la famille Canon, anoblie en 1626 et qui acquiert le marquisat de Ville-sur-Illon, son premier propriétaire est probablement Charles Baron de Canon et du Saint Empire, dit le marquis de Ville époux en 1698 de Jeanne-Henriette de Ficquelmont et décédé en 1742.
Ses descendants, bien que partis en Autriche, conservent des attaches en Lorraine. L’hôtel est ravagé par un incendie en 1747 puis totalement reconstruit.

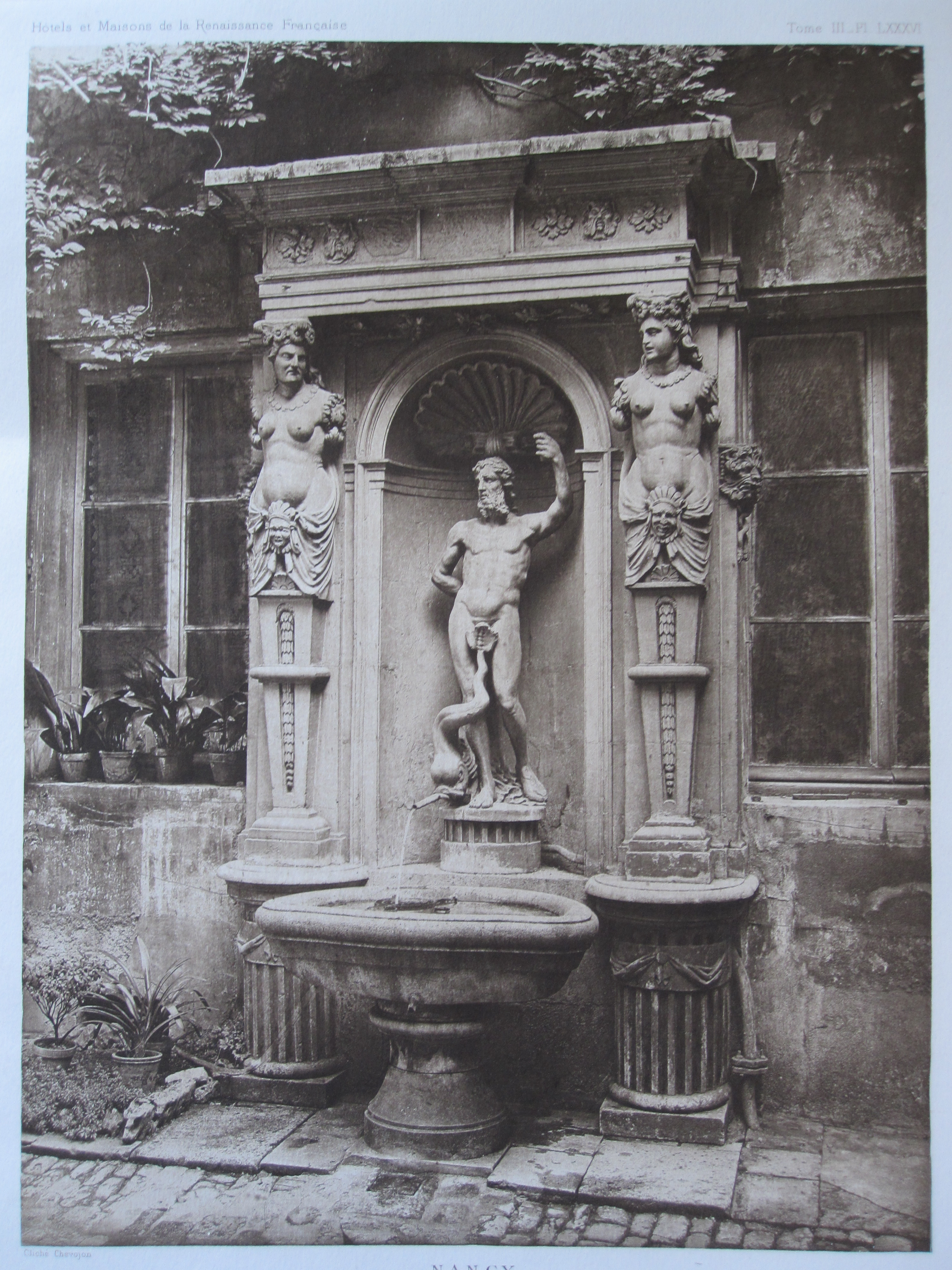
Fontaine de Neptune.

De la Renaissance, subsiste encore aujourd'hui quelques vestiges, notamment la fontaine de Neptune, réalisée par Jacques Gentillâtre, sculpteur et architecte de l’hôtel, qui orne toujours la cour d’honneur. On distingue dans la niche Neptune, le dieu des Mers et des Océans, aux pieds duquel un Triton crache de l’eau dans une vasque. Une coquille Saint-Jacques, image très présente à la Renaissance, surplombe l’ensemble de la fontaine.
La fontaine de Neptune en pierre située dans la cour est classé au titre des monuments historiques par décret du 22 février 1927.